# Frieseomelitta languida
Frieseomelitta languida é uma abelha sem ferrão da subfamília dos apíneos classificada no gênero Frieseomelitta.

## Outros nomes, grafias e etimologia
Também conhecida como mocinha-preta, marmelada-negra, marmelada-preta, jatai-pretinha.

## Características
A Frieseomelitta languida é muito parecida em termos de comportamento com outras abelhas do gênero Frieseomelitta como, por exemplo, apreciar ambientes mais quentes, possuir crias em cachos, a entrada ter espaço de passagem para apenas uma abelha por vez e seu aspecto físico ser delgado com corbículas bem grandes, comparada em proporção ao tamanho do seu corpo.
Um dos seus diferenciais comparada a outras abelhas do mesmo gênero é que impregna a entrada do seu ninho com resina pegajosa (geralmente escura) para auxiliar na defesa da colônia.
Possui cores predominantemente escuras, variando do tom preto ao marrom escuro pelo seu corpo.

Existe a Frieseomelitta silvestrii que também é conhecida como mocinha-preta. Ambas são muito parecidas e muito difícil de diferenciá-las.